# پسوس
پسس دهستانی در استان آستوریاس اسپانیا است.
در این دهستان ۲۳۸ نفر زندگی می‌کنند. مساحت این دهستان ۳۸٫۹۷ کیلومتر مربع است.